# Gustav Szinda

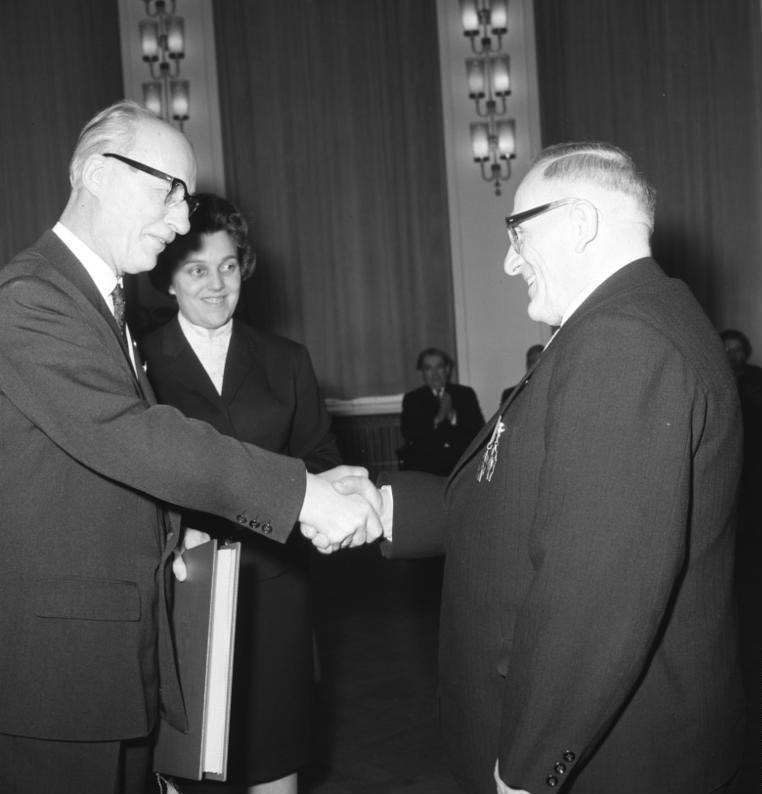
Am 2. März 1962 wurde Gustav Szinda (rechts im Bild) durch den Präsidenten der Volkskammer der DDR Johannes Dieckmann mit dem Banner der Arbeit ausgezeichnet.

Gustav Szinda (* 13. Februar 1897 in Blindgallen, Ostpreußen; † 23. September 1988) war ein deutscher Kommunist und Generalmajor des Ministeriums für Staatssicherheit (MfS).

## Leben
Szinda, Sohn eines Zimmerers, absolvierte eine Lehre zum Maschinenschlosser. Während des Ersten Weltkriegs war Szinda Soldat an der Front. 1919 trat er in die Unabhängige Sozialdemokratische Partei Deutschlands (USPD) ein und war 1920 Angehöriger der Roten Ruhrarmee. 1924 trat er der Kommunistischen Partei Deutschlands (KPD) bei und war Mitglied im Rotfrontkämpferbund. Nach der „Machtergreifung“ der Nationalsozialisten engagierte er sich 1933 bis 1935 in der illegalen Parteiarbeit.
Szinda emigrierte 1935 nach Amsterdam, wo er dem geheimen Nachrichtendienst der KPD angehörte. Von 1936 bis 1938 war er als Angehöriger der Internationalen Brigaden Teilnehmer am Spanischen Bürgerkrieg, wo er zeitweise Stabschef und Kommandeur des Thälmann-Bataillons, sowie ab 1937 Chef der Spionageabwehr der Internationalen Brigaden war. Noch 1938 wurde er Mitglied des Zentralkomitees der Kommunistischen Partei Spaniens (PCE).
Nach der Niederlage der Internationalen Brigaden emigrierte er nach Moskau und wurde Mitarbeiter der Komintern. Durch die Komintern wurde Szinda Ende 1939 mit der Sichtung des über die deutschsprachigen Freiwilligen angelegten Kadermaterials beauftragt. So schrieb er beispielsweise über den Spanienkämpfer Hermann Diamanski:
„Dimanski (sic!), Hermann. Kam im Oktober 1937 nach Spanien, stand im Verdacht, im Auftrag des Gegners nach Spanien gekommen zu sein und stand unter Kontrolle der Sim (Servico de Investigacion Militar = Militärischer Überwachungsdienst). Über seine weitere Tätigkeit und seinen Verbleib in Spanien ist uns nichts bekannt.“
Szinda absolvierte in der Sowjetunion die ZK-Schule. Nach dem Überfall auf die Sowjetunion wurde Szinda 1943 bei den Partisanen im ukrainischen Pripjat-Gebiet eingesetzt. Im Dezember 1943 wurde Szinda als Aufklärer des Nachrichtendienstes der Roten Armee per Fallschirm in die Nähe von Berlin gebracht. Allerdings konnte er nach der Landung nicht wie vorgesehen Funk-Kontakt mit seinen Auftraggebern aufnehmen. Im Frühjahr 1945 wurde er von der Roten Armee im Raum Guben aufgegriffen und durch das NKWD inhaftiert.

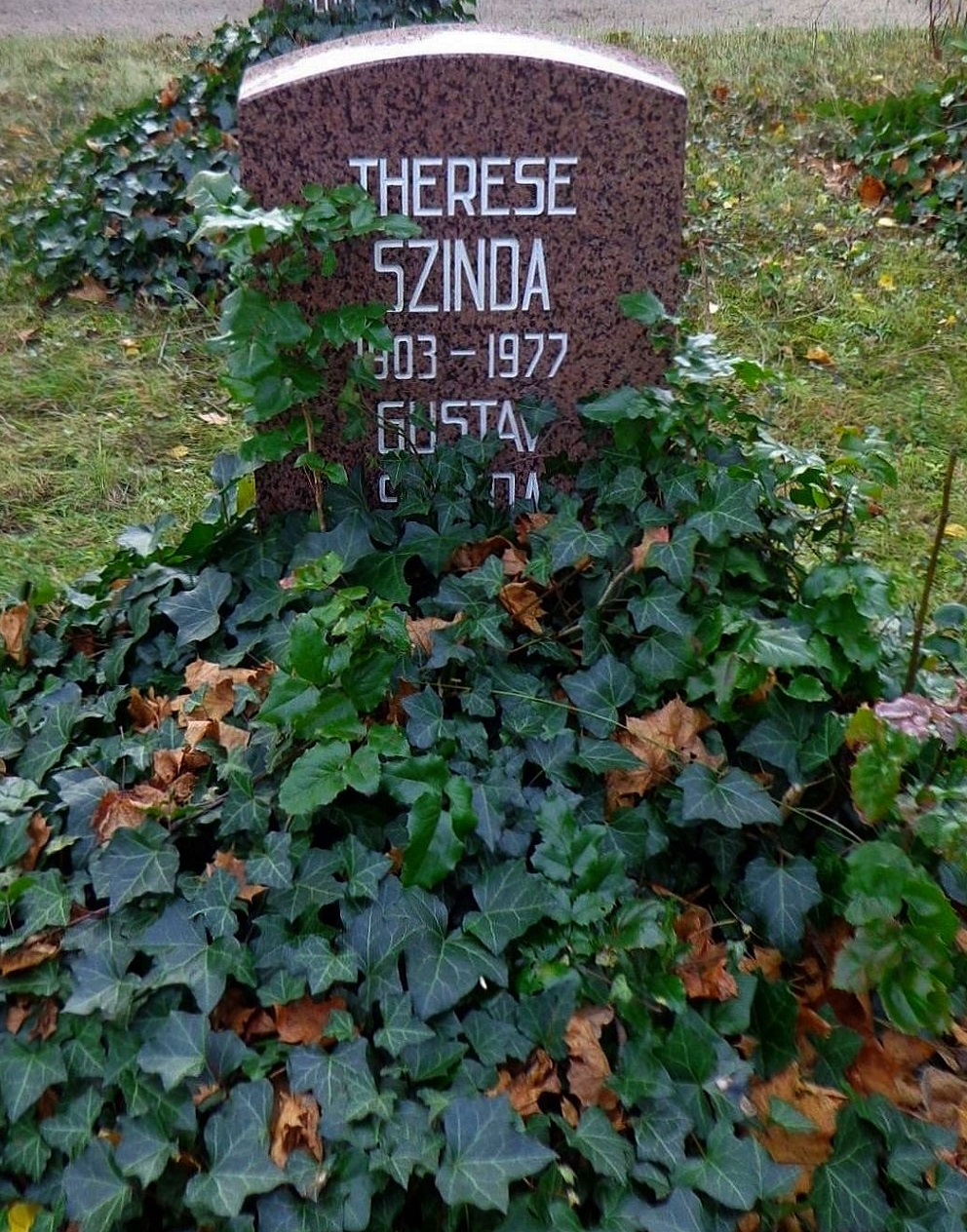
Grabstätte

Von September bis Dezember 1945 war er Lehrer an der Antifa-Schule 12. Nach seiner Rückkehr nach Deutschland im Januar 1946 begann er eine Tätigkeit bei der Polizei in der Sowjetischen Besatzungszone und ab April 1946 im ZK der SED, wo er von 1949 bis 1951 Leiter der Abteilung für Sicherheitsfragen des ZK der SED war.
1951 wurde Szinda Leiter der 1. Abteilung des Instituts für wirtschaftswissenschaftliche Forschung (IWF) mit der anfänglichen Zuständigkeit für Gegenspionage. Die Abteilung hatte vier operative Mitarbeiter. Szinda übernahm anschließend die Leitung der Wirtschaftsaufklärung der II. bzw. III. Hauptabteilung des IWF. Nachdem das IWF in der Hauptabteilung XV des Staatssekretariats für Staatssicherheit aufgegangen war, wurde Szinda dort Leiter der Hauptabteilung IV für wirtschaftliche und wissenschaftlich-technische Aufklärung.
Ab 1958 war er Leiter der Bezirksverwaltung des MfS im Bezirk Neubrandenburg und Mitglied der SED-Bezirksleitung Neubrandenburg. 1964 wurde er zum Generalmajor befördert und 1965 in den Ruhestand versetzt.
Szinda war Initiator der sogenannten „Strafgefangenen-GI“ (GI= Gesellschaftlicher Informant), wobei er bereitwillige Häftlinge zusätzlich zum regulären Wachpersonal als Informanten für das MfS anwarb.
Seine Urne wurde in der Grabanlage Pergolenweg des Berliner Zentralfriedhofs Friedrichsfelde beigesetzt.

## Ehrungen
- 1955 Vaterländischer Verdienstorden in Silber[10]
- 1957 Karl-Marx-Orden
- 1962 Orden Banner der Arbeit[11]
- 1985 Medaille „40. Jahrestag des Sieges im Großen Vaterländischen Krieg 1941–1945“[12]

## Darstellung Szindas in der bildenden Kunst der DDR
- Wolfram Schubert: Porträt Gustav Szinda (Öl, 80 × 100 cm, 1967)[13]

## Schriften
- Mit Joachim Goll: Die XI. Brigade, Berlin (Verlag des Ministeriums für Nationale Verteidigung) 1956.
- Kämpferische Solidarität mit dem spanischen Volk. In: Heinz Voßke: Im Kampf bewährt. Berlin 1977.
- Die XI. Brigade im spanischen Bürgerkrieg 1936–1939, erschienen innerhalb der Marxistisch-Leninistische Schriftenreihe für Geschichte, Politik, Ökonomie und Philosophie, Heft 79.